# Констанчак, Стефан
Стефан Констанчак (пол. Stefan Konstańczak, род. 1955, Польша) — польский философ и специалист по этике, профессор гуманитарных наук в области философии, профессор Зелёногурского университета.

## Биография и научная карьера
Он вырос в семье лесника. Стефан посещал начальную школу в Вольштыне, там же окончил среднюю школу в 1974 году. Затем он работал в Воеводском сельском транспортном кооперативе в Зелёна-Гуре инспектором по охране труда и технике безопасности. Затем он несколько лет служил в армии и как профессиональный офицер (механизированных войск) был направлен в Померанию. Он до сих пор связан с этой частью Польши, поскольку живёт со своей семьёй в Слупске. После окончания службы в армии (в звании майора) начал научно-педагогическую (академическую) деятельность.
В 1987 году получил педагогическое образование на факультете педагогических наук Военно-политической академии в Варшаве. Во время учёбы он стал научно интересоваться вопросами морали. Степень магистра он получил на основе диссертации по социологии морали под названием «Нравственные установки поляков в католических и светских социологических исследованиях». Эта работа была высоко оценена рецензентами, и вскоре он начал дальнейшее образование в докторантуре заочно по направлению этики под руководством профессора Подляского университета доктора Юзефа Яроня. Под его руководством в 1996 году на гуманитарном факультете Университета Николая Коперника в Торуни защитил докторскую диссертацию по моральной психологии на тему: «Интериоризация моральных ценностей» и получил степень доктора гуманитарных наук (дисциплина: философия, специальность: этика). В 1997 году работал доцентом факультета педагогики и философии Высшей педагогической школы в Слупске тогдашнего Института философии (в 1998–2000 годах был заместителем директора института, а в 2005-2006/2006-2007 гг. был заведующим кафедрой философии созданного на её месте института). В 2006 году на факультете социальных наук Силезского университета в Катовице защитил кандидатскую диссертацию на тему «Экологическая этика в отношении биотехнологии» и получил степень доктора гуманитарных наук (дисциплина: философия; специальность: этика). С 2008 года работает в Институте философии гуманитарного факультета Зелёногурского университета первоначально в должности ассоциированного профессора, а в настоящее время (с момента получения учёного звания) – профессора. Экзамен профессора проводился на основе монографии «Независимая этика в Польше» (Oficyna Wyd. UZ, Zielona Góra 2019 – эта книга номинирована в 2022 году на премию проф. Тадеуша Котарбинского). В результате в 2022 году он получил звание профессора гуманитарных наук по дисциплине философия (официально присвоено 21 ноября Президентом Республики Польша Анджеем Дудой)). Он также является заведующим отделом этики Института философии Зелёногурского университета, а в 2015–2018 годах был членом Комитета философских наук Польской академии наук.
Констанчак специализируется в основном на двух исследовательских областях: истории польской философии и этики и широко понимаемой биоэтике, включая медицинскую этику и экологическую этику, обращаясь к анализу в области философии медицины и экофилософии. Он пытается найти общие черты между этими двумя областями: польской школой философии медицины и польскими представителями экофилософской мысли. В то же время он пытается объединить философские и этические достижения не только польских философов, но и врачей, медиков и натуралистов в единое концептуальное целое. Он также не является сторонником построения «новой этики» для решения современных моральных дилемм, поскольку нынешнее наследие философской и этической мысли достаточно богато, чтобы быть пригодным для оценки текущих и будущих угроз. Такой подход, кажется, приводит его к тезису о том, что необходимо избегать тенденции «сверхинтеллектуализации», которая часто просматривается в так называемой традиционной этике, которая становится слишком абстрактной, что приводит к её критике. Людям, живущим сегодня, нужна этика, которая больше ориентирована на практику, чем на типично теоретический анализ проблем.
Констанчаком опубликовано 10 книг, несколько отредактированных научных книг и более 300 статей и глав коллективных монографий. Он является членом нескольких редакционных комитетов польских и зарубежных научных журналов (в том числе «Ethics & Bioethics (in Central Europe)», Издательство: De Gruyter, ISSN 2453-7829 — журнал, индексируемый в базах данных Web of Science и Scopus). Он был научным руководителем 6 будущих докторов философии.

## Личная жизнь
Он муж Гражины (библиотекаря, заведующей отделом научной информации Университетской библиотеки Поморского университета) и отец Бартоша. Живёт с семьёй в Слупске.

## Избранные публикации
- Odkryć sens życia w swej pracy. Wokół problemów etyki zawodowej, Wyd. Uczelniane WSP, Słupsk 2000.
- Internalizacja wartości moralnych, Wyd. Uczelniane PAP, Słupsk 2001.
- Etyka środowiskowa wobec biotechnologii, Wyd. PAP, Słupsk 2003.
- Wybrane zagadnienia ekofilozofii, Wyd. PAP, Słupsk 2005.
- Etyka pielęgniarska, Wyd. Difin, Warszawa 2010.
- Maria Ossowska (1896-1974) w świetle nieznanych źródeł archiwalnych (научный редактор, соавтор), Oficyna Wyd. UZ, Zielona Góra 2011.
- Dialog księdza z filozofem (współautor), Wyd. Pallottinum, Kuślin; Poznań 2015.
- Polska XIX i XX wieku w filozoficznym zwierciadle, Wyd. Scriptum, Kraków 2017.
- Etyka niezależna w Polsce, Oficyna Wyd. UZ, Zielona Góra 2019.
- Historiozoficzne dylematy Zbigniewa Jordana: biografia twórcza emigracyjnego filozofa, Wyd. Scriptum, Kraków 2022.